# Мейл Дуін (кратер)
Кратер Мейл Дуін (англ. Mael Dúin) — метеоритний кратер на Європі, супутнику Юпітера.

## Характеристики
Утворився на місці падіння на поверхню супутника Європа космічного метеорита, якого притягнув у свою орбіту масивний Юпітер. Внаслідок чого сформувався ударний кратер з діаметром 2 кілометра. Центр кратера розташовано за координатами 16.8° пд. ш., та 162.1° сх. д.
Вперше про льодовий кратер довідалися у 2000 році, після дослідження поверхні супутника телескопами з Землі. Названий на ім'я Мейл Дуін, головного героя ірландського однойменного епосу, написаного в 1 тисячолітті в ірдандській міфології.

## Ланки
- Картка об'єкту [Архівовано 11 серпня 2018 у Wayback Machine.](англ.)